# 葛量洪醫院
葛量洪醫院（英語：Grantham Hospital）是香港一所公營醫院，位於香港島南區黃竹坑南部的黃竹坑道125號，由香港醫院管理局管理，隸屬港島西聯網。該院毗鄰黃竹坑醫院，但後者隸屬港島東聯網。

## 介紹

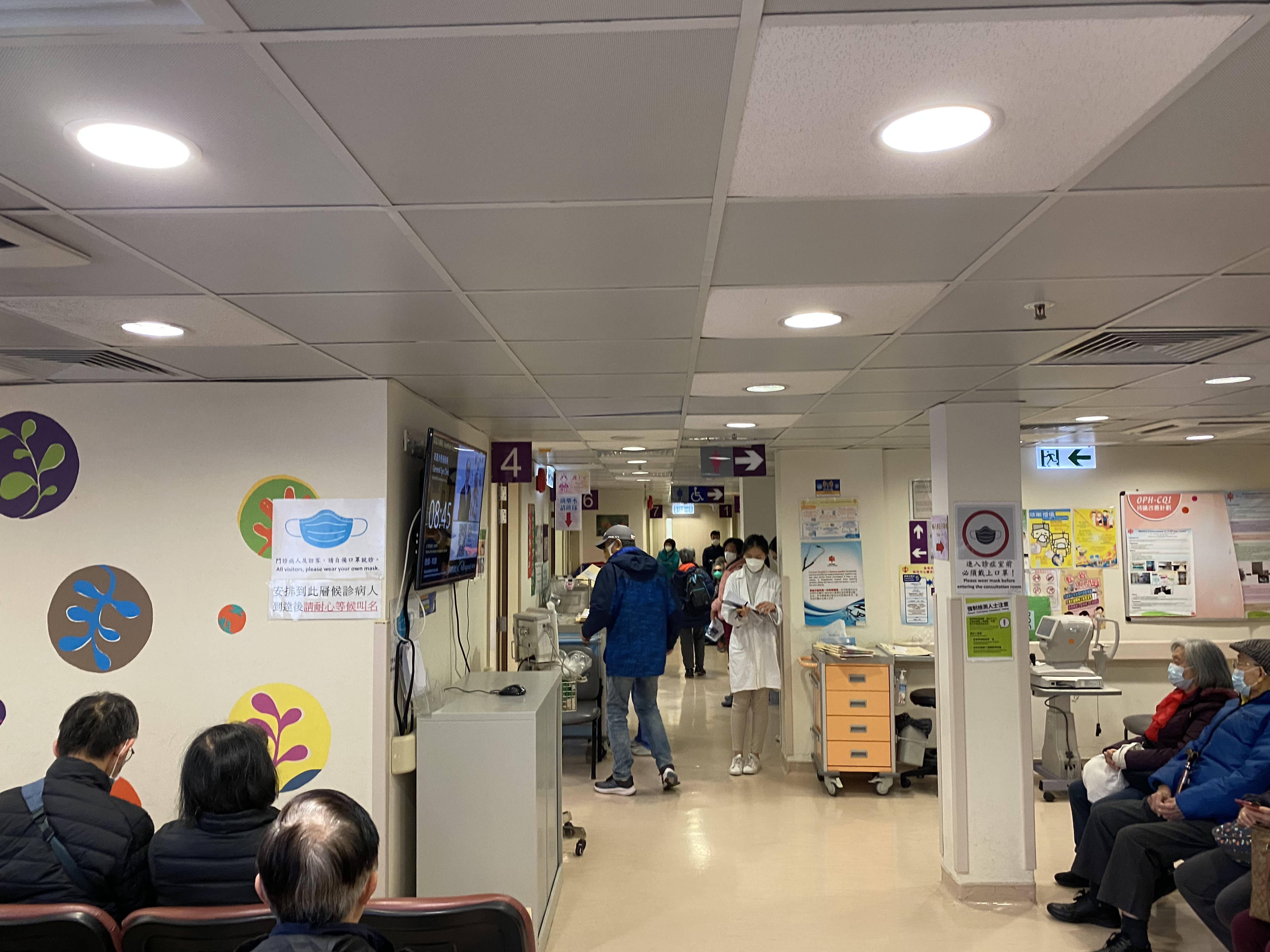
葛量洪醫院的眼科中心

葛量洪醫院於1957年6月6日建成，以第22任香港總督葛量洪命名，並由其主持開幕，為周耀年李禮之畫則設計的建築項目，初時主要提供癆病治療，由香港防癆心臟及胸病協會管理，當時主要為肺結核病人提供治療服務。於1982年3月11日成為「香港心肺科醫療服務中心」，成為一所心臟胸肺科專科醫院，擁有接近500張病床，專注為患上心臟及胸肺病的成年人及兒童服務，提供住院、專科門診、治療及康復服務。
另外，葛量洪醫院與香港大學合作，為公立和私營機構的護士提供專科訓練，亦在2009年增設一所白內障中心，為白內障人士提供日間手術服務，2008年重辦護士學校，培訓登記護士，又設立了李嘉誠基金會寧養服務計劃寧養中心，為癌症者及家人提供全人照顧。

### 重建
根據醫院管理局2016年制定的十年醫院發展計劃，葛量洪醫院將進行重建，原址設全港首間癌症科研及教學大樓，發展「癌症玫瑰園」，對付癌症這個本港「頭號殺手」。重建院內宿舍大樓耗資近30億元，最快2024年啟用，兼備科研、培訓及病人心理支援。重建後另一大樓則用作診症，將來港島西聯網甚至全港癌症病人，可在該院接受手術以外的高端治療。
工程原計劃興建地庫，但前期地質調查發現近山邊範圍的地下岩石水平面比預計高，挖掘地下岩石工程會變得更困難。醫管局因此改為建議將地面樓層面積進一步提高以取代地庫樓層面積。
2020年6月，香港立法會財務委員會通過11億元葛量洪醫院重建計劃第一期，預計2025年完工。

## 組織架構
- 港島西醫院聯網總監
  - 李德麗醫生
- 葛量洪醫院行政總監：
  - 繆潔芝 醫生

醫院管治委員會
- 主席：
  - 藍義方 先生
- 委員：

| - - 林貝聿嘉教授，OBE，GBS，SBS，JP - 周偉淦先生，JP - 梁永鏗律師，JP - 陳清霞博士 - 劉澤星教授 - Mrs. Purciz Rusy SHROFF - 鄧智偉教授 | - - 陳富強先生 - 何聞達先生 - 梁家駒醫生 - 梁樹賢先生 - 馬清楠先生，JP - 鄭永強教授 - 馮載祥先生，SBS，JP |

## 服務範圍
- 專科服務
  - 急症老人科
  - 心臟內科
  - 紓緩醫學科
  - 眼科
  - 結核及胸肺內科
  - 白內障中心
- 其他
  - 生理學部
  - 臨床心理學
  - 營養學部
  - 醫務社會工作服務部
  - 職業治療
  - 病理學部
  - 藥房
  - 物理治療部
  - 放射科
  - 言語治療
  - 哀傷輔導
  - 日間紓緩服務
  - 義工服務

## 外部連結
- 官方网站